# Dala kyrka
Dala kyrka är en kyrkobyggnad i Dala-Borgunda-Högstena församling (före 2010 Dala församling) i Skara stift. Den ligger i Dala i Falköpings kommun. 

## Kyrkobyggnaden
En tidigare stenkyrka från medeltiden låg väster om Dala säteri. Dess kyrkorum var försett med kalkmålningar, troligen av mäster Amund. 
Nuvarande kyrka i nygotisk stil uppfördes 1877-1878 efter ritningar av Peter Anders Pettersson. Kyrkan består av långhus med nord-sydlig orientering där koret ligger vid södra kortsidan. Torn och ingång ligger vid norra kortsidan. Koret är rakt och öster om detta finns en vidbyggd sakristia. Ytterväggarna är spritputsade. Långhusets tak är belagt med enkupigt taktegel och torntaket är belagt med kopparplåt. 
En ombyggnad genomfördes 1937, under ledning av arkitekt Axel Forssén, då det ursprungliga flersidiga koret raserades. En ny korvägg byggdes upp och öster om det nya koret byggdes nuvarande sakristia.

## Inventarier

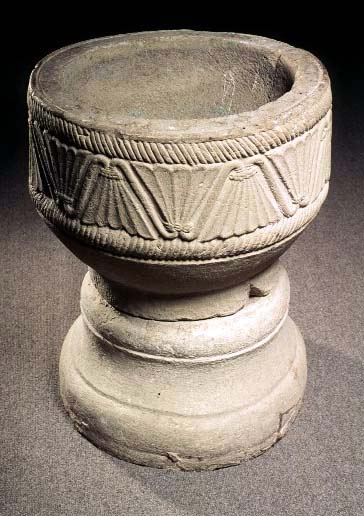
Dopfunt prydd med band av kvastpalmetter, samt repbård. 1100-talets andra hälft.

- Dopfunt prydd med band av kvastpalmetter, samt repbård. 1100-talets andra hälft.Altartavlan från 1907 är ett ungdomsverk av Olle Hjortzberg.
- Dopfunten i sandsten är från andra halvan av 1100-talet och kommer från den medeltida sockenkyrkan.[1] Tillhörande dopfat är av mässing.
- Predikstolen består av en femsidig korg som vilar på en mångsidig pelare.
- Ovanför predikstolens korg finns ett åttakantigt ljudtak som är större än korgen.

### Klockor
- Storklockan skänktes år 1653 av Anna Bonde och Bengt Ribbing.
- Lillklockan är av samma typ som den i Saleby kyrka och sannolikt från 1200-talets förra häft. Den har två tomma skriftband och inga andra märken.[2]

## Orgel
Orgeln är placerad på läktaren i norr och byggdes 1893 av Olof Hammarberg. Den har tio stämmor fördelade på manual och bihängd pedal. Fasaden är samtida med verket och ej ljudande. Orgeln renoverades och återställdes 2007 till ursprungligt skick av Martin Hausner då Rauschkvint 2 chor byttes ut mot Trumpet 8'. Orgeln har följande disposition:
| Manual (C-f3)      | Pedal (C-c1) | Koppel      |
| ------------------ | ------------ | ----------- |
| Principal 16'      | Bihängd      | Oktavkoppel |
| Borduna 16' B/D    |              | Register I  |
| Principal 8'       |              | Register II |
| Rörflöjt 8'        |              |             |
| Salicional 8'      |              |             |
| Octava 4'          |              |             |
| Flöjt octaviant 4' |              |             |
| Violin 4'          |              |             |
| Octava 2'          |              |             |
| Trumpet 8'         |              |             |
| Calcant            |              |             |
| Crescendosvällare  |              |             |